# Clear Lake (Indiana)
Clear Lake – miasto w Stanach Zjednoczonych, w stanie Indiana, w hrabstwie Steuben.